# Parijs-Roubaix 1950
De 48e editie van de wielerwedstrijd Parijs-Roubaix werd gereden op 9 april 1950. De wedstrijd was 247km lang. De Italiaan Fausto Coppi won en volgde hiermee zijn broer Serse Coppi op. De tweede was Fransman Maurice Diot en de derde de Italiaan Fiorenzo Magni. Titelverdediger Serse Coppi nam niet deel.

## Uitslag
| Plaats  | Naam             | Ploeg               | Tijd     |
| ------- | ---------------- | ------------------- | -------- |
| Winnaar | Fausto Coppi     | Bianchi-Ursus       | 6u18'48" |
| 2       | Maurice Diot     | Mercier-Hutchinson  | +2'45"   |
| 3       | Fiorenzo Magni   | Wilier-Triestina    | +5'24"   |
| 4       | Charles Coste    | Peugeot             | z.t.     |
| 5       | Gino Sciardis    | Mercier-Hutchinson  | +7'07"   |
| 6       | Pierre Molinéris | Bottecchia          | +7'40"   |
| 7       | André Declerck   | Bertin              | +7'54"   |
| 8       | Georges Meunier  | La Perle-Hutchinson | z.t.     |
| 9       | Georges Claes    | Garin-Wolber        | z.t.     |
| 10      | Marcel Kint      | Mercier-Hutchinson  | z.t.     |

1896 · 
1897 · 
1898 · 
1899 · 
1900 · 
1901 · 
1902 · 
1903 · 
1904 · 
1905 · 
1906 · 
1907 · 
1908 · 
1909 · 
1910 · 
1911 · 
1912 · 
1913 · 
1914 · 
1915 · 
1916 · 
1917 · 
1918 · 
1919 · 
1920 · 
1921 · 
1922 · 
1923 · 
1924 · 
1925 · 
1926 · 
1927 · 
1928 · 
1929 · 
1930 · 
1931 · 
1932 · 
1933 · 
1934 · 
1935 · 
1936 · 
1937 · 
1938 · 
1939 · 
1940 · 
1941 · 
1942 · 
1943 · 
1944 · 
1945 · 
1946 · 
1947 · 
1948 · 
1949 · 
1950 · 
1951 · 
1952 · 
1953 · 
1954 · 
1955 · 
1956 · 
1957 · 
1958 · 
1959 · 
1960 · 
1961 · 
1962 · 
1963 · 
1964 · 
1965 · 
1966 · 
1967 · 
1968 · 
1969 · 
1970 · 
1971 · 
1972 · 
1973 · 
1974 · 
1975 · 
1976 · 
1977 · 
1978 · 
1979 · 
1980 · 
1981 · 
1982 · 
1983 · 
1984 · 
1985 · 
1986 · 
1987 · 
1988 · 
1989 · 
1990 · 
1991 · 
1992 · 
1993 · 
1994 · 
1995 · 
1996 · 
1997 · 
1998 · 
1999 · 
2000 · 
2001 · 
2002 · 
2003 · 
2004 · 
2005 · 
2006 · 
2007 · 
2008 · 
2009 · 
2010 · 
2011 ·
2012 · 
2013 ·
2014 ·
2015 ·
2016 ·
2017 ·
2018 ·
2019 ·
2020 · 
2021 · 
2022 · 
2023 · 
2024 · 
2025